# Josef Geitler von Armingen

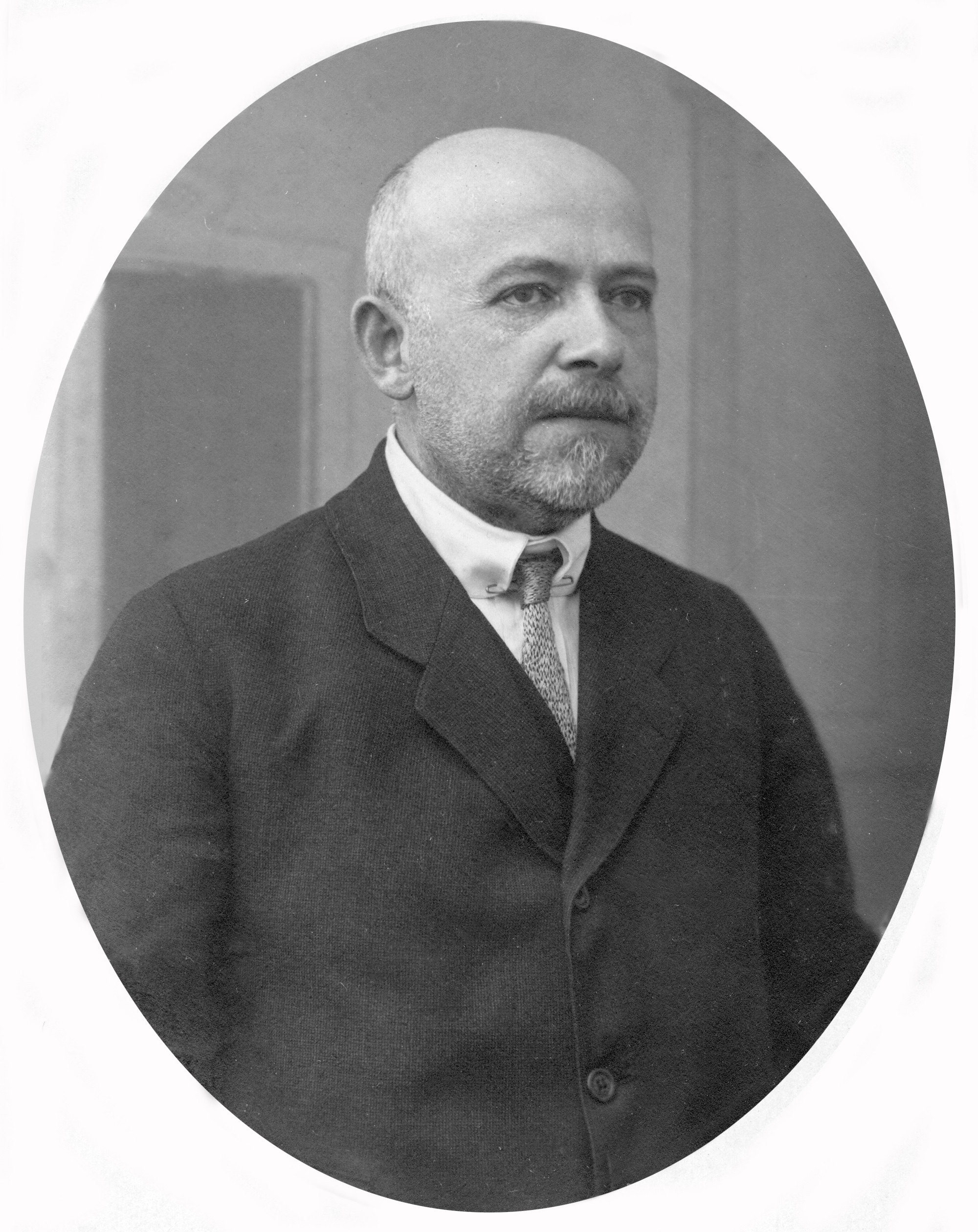
Josef von Geitler (um 1923)

Josef Karl Franz Otto Geitler, Ritter von Armingen (* 14. September 1870 Smíchov bei Prag; † 20. Juni 1923 Graz) war ein österreichischer Physiker.
Josef Geitler studierte in Bonn und Prag. 1896 wurde er Privatdozent an der kaiserlich-königlichen deutschen Universität Prag. Im Jahr 1906 übernahm er als Nachfolger von Alois Handl (1837–1915) den Lehrstuhl für experimentelle Physik an der k. k. Franz-Josephs-Universität Czernowitz. Seine Forschungen waren hauptsächlich den elektromagnetischen Wellen gewidmet. Zu seinen Doktoranden gehörte u. a. Adalbert Rubinowicz. Nach der Übernahme von Czernowitz 1919 durch rumänische Behörden siedelte er nach Graz über, wurde zum Honorardozenten an der Technischen Hochschule Graz berufen.
Er war ein Vetter von Heinrich Hertz.

## Abhandlungen und Werke (Auswahl)
- Über Reflexion electrischer Drahtwellen, Annalen der Physik, Band 285, Heft 5, S. 184–195
- Über die durch Kathodenstrahlen bewirkte Ablenkung der Magnetnadel, Annalen der Physik, Band 310, Heft 8, S. 924–930
- Über electrische und magnetische Zerlegung der Kathodenstrahlung, Annalen der Physik, Band 301, Heft 5, S. 123–140
- Einige Beobachtungen an stark gespannten Glasplatten, Die Naturwissenschaften, Band 3, Heft 34, S. 445–446
- Elektromagnetische Schwingungen und Wellen, Friedrich Vieweg & Sohn, Braunschweig, 1. Auflage 1905, 2. vermehrte Auflage 1921